# Niccolò Polo
Niccolò Polo (c. 1230 - c. 1294) fue un comerciante y explorador veneciano, padre del famoso explorador Marco Polo. Trabajando con su hermano Maffeo Polo la mayor parte de su vida, establecieron puestos comerciales en Constantinopla, Sudak y en la parte occidental del Imperio mongol.

## Biografía
Niccolò nació en  Venecia en el año 1230. Nacido y criado para ser explorador, dejó Venecia para ir a Constantinopla en el Imperio Bizantino en los años 1250, esperando obtener fácilmente el dinero de la ocupación latina de la ciudad. Estableció un correo comercial en la ciudad, de donde comenzó su comercio.
Viajó entre Constantinopla y Florencia durante los años siguientes. Su hijo Marco Polo nació en Venecia en 1254. A pesar de esto, volvió a Constantinopla con su hermano después del nacimiento de Marco, abandonándolo para crecer con su madre.

## El viaje de Niccolò y Maffeo
En una fecha cercana a 1260, Niccolò y Maffeo decidieron emprender un viaje con la intención inicial de comerciar con joyas en el kanato mongol de la Horda de Oro. En principio tuvieron éxito, ya que en Sarai, cerca del curso inferior del Volga, conocieron al kan Berke, a quien «regalaron» joyas por las que obtuvieron a cambio «presentes» por el doble de su valor, pero en julio de 1261 Miguel VIII Paleólogo reconquistó Constantinopla poniendo fin al Imperio latino.
El nuevo Emperador bizantino se vengó de todos los mercaderes venecianos que pudo capturar y estas circunstancias complicaron el viaje de regreso de los Polo a Venecia. La situación empeoró cuando en invierno estalló la guerra entre la Horda de Oro y el Ilkanato persa de Hulegu, lo que les impedía utilizar la ruta que llevaba a Tabriz atravesando el Cáucaso, por lo que, después de permanecer en Sarai un año, partieron hacia el norte en dirección a Ukek, desde donde siguieron el viaje hacia el este y cruzaron el kanato de Chagatai hasta llegar a Bujará, en Transoxiana.
Cuando llevaban tres años en Bujará, los hermanos se unieron a una embajada de Hulegu que se dirigía a visitar al Gran Kan y, tras un año de viaje, llegaron a la corte de Kublai Kan, aunque no consta en el libro el lugar dónde se encontraba en ese momento. Kublai les concedió audiencia y, tras informarse de la situación europea, les pidió que acompañaran a uno de sus diplomáticos en una embajada al papa. En sus cartas el Kan solicitaba al papa cien hombres instruidos en las siete artes liberales, quizá como misioneros o tal vez como administradores de sus nuevas posesiones en China, y aceite de la lámpara del Santo Sepulcro de Jerusalén, posiblemente como amuleto para sus esposas cristianas. Para el regreso, el Kan les proporcionó una paiza, una tableta de oro que autorizaba a sus portadores a servirse del yam, el servicio de postas mongol. El yam era altamente eficiente para la época así que parecen excesivos los tres años que aseguran haber tardado en llegar al puerto de Layas, en Armenia Menor. Allí se enteraron de la muerte del papa Clemente IV, lo que sitúa su llegada muy probablemente en 1269.
Continuaron su viaje hasta Acre donde afirman haberse reunido con el entonces archidiácono Tedaldo Visconti, y desde cuyo puerto regresaron a Venecia para esperar la elección de un nuevo papa. Allí se reunió Niccolò con su hijo Marco cuando, según el libro, contaba quince años, lo que permite fijar su fecha de nacimiento.

### Ruta seguida
- Salida de Venecia.
- Rodeo de Grecia hasta llegar a Constantinopla.
- Cruce del mar Negro y el Mar de Azov.
- Tránsito de las estepas euroasiáticas, cruzando el Volga y rodeando el mar Caspio por el norte hasta llegar al mar de Aral y la ciudad de Bujará.
- Cruce de las montañas y desiertos de Asia Central a través de la Ruta de la Seda, hasta alcanzar la corte de Kublai Kan.